# Фландрское сражение
Фландрское сражение, также известное как Первая битва при Ипре (18 октября — 17 ноября 1914 года) — сражение между германскими и союзными войсками во время Первой мировой войны. Характеризуется как последняя манёвренная операция на Западном фронте. Закончилась безрезультатно для обеих сторон.

## Перед сражением
К октябрю практически на всем Западном фронте установился позиционный фронт. Охватить фланги друг друга обеим сторонам теперь не представлялось возможным, однако оборона не везде ещё была прочной. К тому же, противники ещё не обладали точными сведениями о численности и составе противостоящих им армий и считали возможным выиграть войну путём нанесения решительного удара. Это привело к тому, что и британское, и германское командование разработало новый план наступления во Фландрии. Целью германской стороны был захват французских портов на берегу пролива Па-де-Кале. Этот удар наносился главным образом против сил Британского Экспедиционного Корпуса, поскольку захват ряда портов серьёзно нарушил бы сообщение британской армии с родиной. Для осуществления задуманного плана была сформирована новая 4-я армия. Во Фландрии находились французские, британские и бельгийские войска. Германское наступление планировалось на фронте протяженностью в 70 км.
Британское командование в лице Джона Френча, в свою очередь, намеревалось наступать вглубь Бельгии с целью глубокого охвата германских армий во Франции. Оно серьезно недооценивало группировку германцев, к которой уже начали поступать пополнения в виде сформированных в августе шести «добровольческих» корпусов. Британские планы вызвали озабоченность французского командования, так как неизбежно приводили к удлинению линии фронта и появлению в нём не прикрытых войсками участков. Поэтому французы не поддержали британские планы и сосредоточились на укреплении фронта.

## Британское наступление
Британское наступление в районе Ипра началось 12 октября в направлении Лилля, причем англичанам удалось взять Армантьер, после чего они обнаружили перед собой превосходящие силы немцев. Наступление велось осторожно, и ряд дивизионных командиров вопреки указаниям Френча отдали приказы перейти к обороне, что позволило британцам избежать попадания в ловушку и больших потерь при атаке превосходящих германских сил. Германское командование, в свою очередь, сосредоточило свои силы для наступления на Кале.

## Начало германского наступления

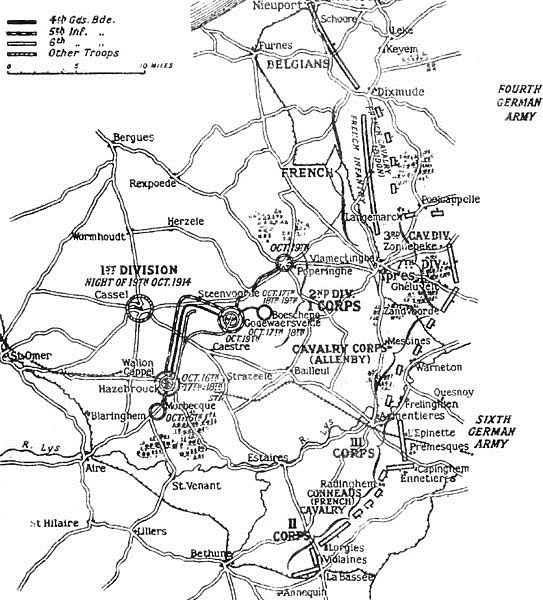
Линия фронта на 19 октября.

Фландрское сражение протекало на двух основных направлениях, из которых главный удар германцы наносили у Ипра против англичан, а вспомогательный — на р. Изер против бельгийской армии. К началу основных боёв во Фландрии силы противников были практически равны, однако за счет подкреплений германские войска добились трехкратного преимущества в живой силе. Дополнительным преимуществом германской армии являлось широкое использование тяжелой артиллерии. Вместе с тем, обе воюющие стороны к этому времени испытывали проблемы со снабжением, особенно боеприпасами.
Германское наступление началось 18 октября ударами на Ипр и Армантьер. Ценой больших потерь немцам удалось потеснить войска союзников и занять ряд населенных пунктов, но решительного успеха добиться не удалось.

## Наступление на Изере
Наступление главных сил началось 20 октября, немцы достигли наибольшего успеха в центре, где оборону занимали утомленные французские части. В полосе английской армии, несмотря на многочисленные атаки с использованием тяжелой артиллерии, германцы успеха не добились. В последующие дни германцам не удалось изменить ситуацию в свою пользу.
Наступление на Изере принесло германцам ощутимый успех. 22 октября им удалось форсировать реку и закрепиться на её левом берегу. Это сильно подействовало на бельгийское командование, которое приняло решение отвести свою армию к западу. Однако Фош уговорил бельгийского короля изменить решение, обещая помощь от Франции, и Альберт I отказался от отступления. 25 октября бельгийское командование решило затопить низменный левый берег Изера морскими водами, открыв шлюзы во время прилива. Вода заливала германские траншеи и вынуждала германцев последовательно покидать свои позиции на левом берегу и отходить за реку. С этого времени активные боевые действия на Изере прекращаются и противники перебрасывают части на другие участки фронта.

## Наступление на Ипр
Основной удар германское командование переносило в район Ипра. Это было наиболее удобное направление для операций с целью захвата французских портов Дюнкерка и Кале. Группа под командованием командира 13-го корпуса генерала Фабека (7,5 пехотных дивизий, две кавалерийские дивизии и до 70 батарей тяжелой артиллерии, включая и 305-мм), развернулась юго-восточнее Ипра на участке Верник, Дэлемон и с утра 30 октября перешла в наступление в полосе около 10 км шириной, нанося удар на северо-запад. Чтобы сковать силы союзников, атаки производили и на других участках фронта. Наступление принесло группе Фабека некоторый успех на правом фланге, где германцы отбросили англичан. Последние при поддержке французских войск создали новый фронт в 5 км юго-восточнее Ипра. В ходе упорных четырёхдневных боёв германцы смогли лишь немного приблизиться к Ипру. Но у союзников за эти дни подходили новые силы и закрывали германские прорывы, а кое-где и восстанавливали контратаками утраченные позиции. Постепенно напор наступавших ослабевал и германское наступление остановилось. С 3 по 9 ноября бои вспыхивали на разных участках с переменным успехом.
К 10 ноября немцы сумели сформировать две ударные группы: армейскую группу под командованием генерала Линзингена, состоявшую из двух корпусов, и армейскую группу генерала Фабека, состоявшую из трех корпусов. Перед Линзингеном и Фабеком была поставлена задача прорвать оборону противника на восточных и юго-восточных подступах к Ипру. Однако и эта попытка прорыва не увенчалась успехом. Хотя немцы и продвинулись в направлении Ипра и реки Изер и даже форсировали Изер, они вынуждены были отступить: наступление группы Фабека захлебнулось, потому что англичане подтянули к линии фронта две свежие дивизии. К ночи с 11 на 12 ноября противники приходят к заключению, что дальнейшая борьба во Фландрии уже не может дать им решительного результата. Распоряжения о прекращении боевых действий и закреплении своего расположения французское командование отдает 15, а германское — 17 ноября. У германцев с 20 ноября началась переброска из 6-й армии на русский фронт, где в это время проводилась Лодзинская операция.

## Результаты
Фландрское сражение, которое велось с большим напряжением сил 25 дней, несмотря на огромные жертвы, закончилось для германцев безрезультатно, хотя активная роль все время принадлежала им. Операцию они начали, не имея общего превосходства в силах. Подвозимые в ходе операции германские подкрепления в большинстве случаев лишь сменяли сражавшиеся части, уже утомленные боями и понесшие большие потери, а не усиливали их. Союзные же армии фактически оборонялись. Они остановили наступление врага, не допустили его продвижения по морскому берегу. Последнему способствовало то, что к району боевых действий непрерывно поступали значительные подкрепления с других участков фронта.
В ходе битвы на Ипре погибли 80% от первоначального состава британских и бельгийских войск. Общие их потери убитыми и ранеными составили 58 тысяч человек. Французские войска потеряли убитыми и ранеными 50 тысяч человек. Германские войска потеряли убитыми и ранеными 130 тысяч человек.
Сражение во Фландрии является последним крупным сражением на Западном фронте в 1914 году и последним на западноевропейском театре в маневренных условиях. С этого времени здесь прекращаются маневренные действия и повсеместно устанавливается позиционный фронт.